# ساروجة سفلي
ساروجة سفلي هي قرية في مقاطعة شاهين دج، إيران. يقدر عدد سكانها بـ 40 نسمة بحسب إحصاء 2016.